# Collocheres elegans
Collocheres elegans is een eenoogkreeftjessoort uit de familie van de Asterocheridae. De wetenschappelijke naam van de soort is voor het eerst geldig gepubliceerd in 1896 door A. Scott.